# Liga de Inglaterra de Rugby 15 1994-95
La Liga de Inglaterra de Rugby 15 1994-95, más conocido como Courage League 1994-95 (por razones comerciales) fue la octava edición del torneo más importante de rugby de Inglaterra.

## Formato
Los equipos se enfrentaron en formato liga en condición de local y de visitante, el equipo con mayor cantidad de puntos al finalizar el torneo se coronó campeón, mientras que el último descendió al RFU Championship.

## Desarrollo

### Tabla de posiciones
| Pos. | Equipo             | Encuentros | Encuentros | Encuentros | Encuentros | Tantos | Tantos | Tantos | Puntos |
| Pos. | Equipo             | PJ         | PG         | PE         | PP         | F      | C      | Dif    | Puntos |
| ---- | ------------------ | ---------- | ---------- | ---------- | ---------- | ------ | ------ | ------ | ------ |
| 1.º  | Leicester Tigers   | 18         | 15         | 1          | 2          | 400    | 239    | 161    | 31     |
| 2.º  | Bath               | 18         | 12         | 3          | 3          | 373    | 245    | 128    | 27     |
| 3.º  | Wasps              | 18         | 13         | 0          | 5          | 469    | 313    | 156    | 26     |
| 4.º  | Sale Sharks        | 18         | 7          | 2          | 9          | 327    | 343    | -16    | 16     |
| 5.º  | Orrell             | 18         | 6          | 3          | 9          | 256    | 325    | -69    | 15     |
| 6.º  | Bristol Bears      | 18         | 7          | 0          | 11         | 301    | 353    | -52    | 14     |
| 7.º  | Gloucester         | 18         | 6          | 1          | 11         | 269    | 336    | -67    | 13     |
| 8.º  | Harlequins         | 18         | 6          | 1          | 11         | 275    | 348    | -73    | 13     |
| 9.º  | West Hartlepool    | 18         | 6          | 1          | 11         | 312    | 412    | -100   | 13     |
| 10.º | Northampton Saints | 18         | 6          | 0          | 12         | 267    | 335    | -68    | 12     |

|  | Campeón.                        |
|  | Descendido al RFU Championship. |

| Bandera de Inglaterra    |
| Campeón Leicester Tigers |
| Segundo título           |